# CFP frank
CFP frank (francouzsky franc des collectivités françaises du Pacifique, česky frank francouzských společenství v Tichomoří) je od prosince 1945 zákonnou měnou tří francouzských zámořských území v Pacifiku (Francouzská Polynésie, Wallis a Futuna a Nová Kaledonie), které společně tvoří měnovou unii. V období mezi roky 1945 a 1969 byl CFP frank používán i na Nových Hebridách – společném dominiu Francie a Spojeného království, současném státu Vanuatu.

## Historie
- CFP frank (kód XPF) vznikl 26. prosince 1945 spolu s CFA frankem, který dodnes používá 14 zemí v Africe. 1 pacifický frank se rovnal 2,4 francouzského franku.[2]
- Mezi lety 1949 a 1959 byl CFP frank pevně navázán na francouzský frank (kód FRF) v poměru 1 XPF = 5,50 FRF.[2]
- 1. ledna 1960 se v souvislosti s měnovou reformou ve Francii změnil kurz měny, tedy 1 XPF = 0,055 nového FRF.[2]
- Když bylo 1. ledna 1999 zavedeno euro pro kontinentální Francii v poměru 1 € = 6,55957 FRF, byl přepočítán kurz pro CFP frank 1 XPF = 0,00838 €, 1 € = 119,3317 XPF.[3]

## Bankovky
Bankovky mají nominální hodnoty 500, 1000, 5000 a 10 000 franků. Aktuální série bankovek byla do peněžního oběhu uvedena v roce 2014.

## Mince

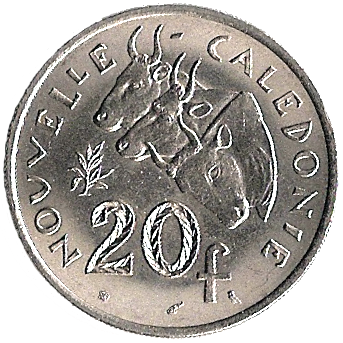
20 franků zadní strana – Nová Kaledonie (před 2023)

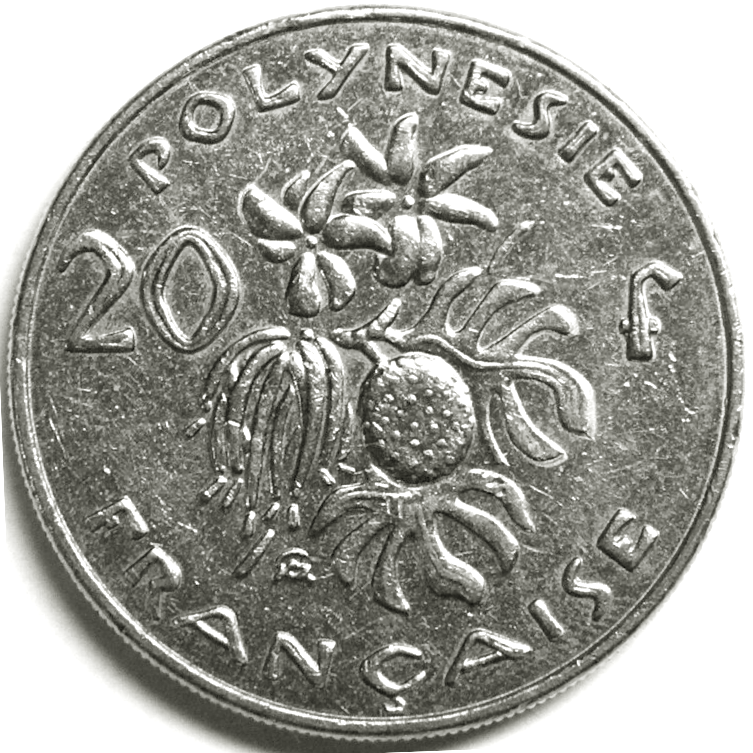
20 franků zadní strana – Francouzská Polynésie (před 2023)

Zatím nejnovější řada mincí se používá od roku 2021. Lícová i rubová strana jednotlivých mincí má jednotný design. Existují mince o hodnotách 5, 10, 20, 50, 100 a 200 franků. 
| Vyobrazení | Vyobrazení | Hodnota | Technické parametry | Technické parametry | Technické parametry | Technické parametry                                        |
| Líc        | Rub        | Hodnota | Průměr              | Tloušťka            | Hmotnost            | Materiál                                                   |
| ---------- | ---------- | ------- | ------------------- | ------------------- | ------------------- | ---------------------------------------------------------- |
|            |            | F 5     | 21 mm               | 1.9 mm              | 4.8 g               | Korozivzdorná ocel                                         |
|            |            | F 10    | 23 mm               | 1.7 mm              | 5.6 g               | Mědinikl                                                   |
|            |            | F 20    | 26 mm               | 1.7 mm              | 7.1 g               | Mědinikl                                                   |
|            |            | F 50    | 24 mm               | 2.0 mm              | 6.6 g               | Mědinikl-hliník                                            |
|            |            | F 100   | 27 mm               | 2.0 mm              | 8.3 g               | Mědinikl-hliník                                            |
|            |            | F 200   | 25 mm               | 2.3 mm              | 8.5 g               | Bimetal: mědiniklový vnější kruh; střed: mědinikl a hliník |

### Mince do 2023
Předchozí série mincí měla nominální hodnoty 1, 2, 5, 10, 20, 50 a 100 franků. Aversní strana byla společná pro všechna území, reversní strana mincí má dva rozdílné motivy (podobný systém funguje u euromincí, kdy každý zúčastněný stát razí mince s vlastním národním motivem). V minulosti existovala i třetí série mincí, kterou vydávaly Nové Herbidy. Obě série mincí byly platné pro všechna tři území.
- Na aversní (lícovové) straně mincí 1, 2 a 5 franků je vyobrazena Minerva, na mincích 10, 20, 500 a 100 franků je Marianne.
- Reversní (rubová) strana nese místní motivy. První série mincí pochází z Francouzské Polynésie, druhá z Nové Kaledonie.[6]